# David Lodge
David John Lodge (Londres, 28 de enero de 1935-Birmingham, 1 de enero de 2025) fue un novelista, crítico y guionista inglés.

## Biografía
Nació en Brockley, al sudeste de Londres. Su padre era violinista y acompañaba con la orquesta del sur de Londres en películas mudas. Durante la II Guerra Mundial la familia fue obligada a evacuar la zona e instalarse en Surrey y Cornualles. Hizo sus estudios en el University College de Londres (UCL), donde obtuvo su licenciatura en letras, con honores, en 1955. En 1959 se casó con Mary Frances Jacob y obtuvo una maestría en artes de la UCL. Se doctoró en la Universidad de Birmingham y trabajó en el departamento de inglés de esa casa de estudios desde 1960 hasta 1987, haciéndose conocido por sus conferencias sobre la ficción victoriana. En el período 1965-65 recibió una beca en los Estados Unidos. En 1987 se retiró de su actividad laboral en la Universidad de Birmingham para dedicarse enteramente a la creación literaria, reteniendo el título de profesor honorario de literatura inglesa moderna de esa universidad y siguiendo domiciliado en Birmingham. Sus escritos se encuentran depositados en la recopilación colecciones especiales de la Universidad de Birmingham.
Su primera novela publicada, The Picturegoergs, 1960, ilustra sus primeras experiencias en "Brickley" (poblado basado en Brockley, sudeste de Londres), que también describió en su posterior novela, Terapia. La Segunda Guerra Mundial obligó a Lodge y a su madre a trasladarse a Surrey y Cornualles.
Lodge es uno de los grandes maestros del humor inglés de nuestro tiempo, y en sus obras suele mostrarse tan agudo como divertido. Satiriza con frecuencia al medio académico en general y a las humanidades en particular. Habiendo recibido una crianza católica, aunque se ha descrito a sí mismo como un "católico agnóstico", muchos de sus personajes son "católicos, apostólicos y romanos"; el catolicismo es además uno de sus temas, especialmente en sus novelas La caída del Museo Británico, How far can you go? (publicada en Estados Unidos como Cuerpos y almas) y Noticias del paraíso.
Sus emplazamientos ficcionales incluyen la ciudad de Rummidge, modelada según Birmingham (Reino Unido), y el también imaginario estado estadounidense de "Euforia", situado entre los estados de California del Norte y California del Sur. La universidad del estado de Euforia está localizada en la ciudad de "Plotinus", un tenue disfraz de Berkeley, California.
Varias de sus novelas, incluyendo El mundo es un pañuelo, 1988, y Buen trabajo, 1989, han sido adaptadas a series de televisión, la última de ellas por el mismo Lodge. Nice Work fue filmada en la Universidad de Birmingham. En 1994 Lodge adaptó Martin Chuzzlewit, de Charles Dickens, para la BBC.
En 1997 recibió del Ministerio de Cultura de Francia la Orden de las Artes y las Letras en el grado de Caballero, y en 1998 se lo designó Comandante de la orden del Imperio Británico por sus servicios a la literatura. 
Dos de las novelas de Lodge han quedado finalistas en los Booker Prize y en 1989 fue presidente del jurado de dicho premio. Su decimotercera obra, Deaf Sentence, aparecida en 2008, es una novela que algunos han considerado cómica, cuando en realidad se describe la vejez, la muerte y los achaques de la tercera edad con la visión del hijo que cuida del padre y que al mismo tiempo está sufriendo los cambios del envejecimiento. Como él mismo reconoce, es una novela autorreferencial, acerca de Desmond Bates, un profesor de lingüística retirado con graves dificultades de audición, quien amargamente se queja de que tan trágica es la ceguera como cómica la sordera.

## Obras
Ficción
- The Picturegoers, 1960
- Ginger, You're Barmy, 1962
- La caída del Museo Británico (The British Museum is Falling Down), 1965
- Fuera del cascarón (Out of the Shelter), 1970
- Intercambios: historia de dos universidades (Changing Places: a tale of two campuses), 1975, trilogía del campus 1
- How Far can you Go?, 1980
- El mundo es un pañuelo (Small World: an academic romance), 1984, trilogía del campus 2
- ¡Buen trabajo! (Nice Work), 1988, trilogía del campus 3
- Noticias del paraíso (Paradise News), 1991
- Terapia (Therapy), 1995
- Trapos sucios (Home Truths), 1999
- Pensamientos secretos (Thinks...), 2001
- ¡El autor, el autor! (Author, Author), 2004
- La vida en sordina (Deaf Sentence), 2007
- A man of parts, 2011

No ficción
- Language of fiction: essays in criticism and verbal analysis of the english novel, 1966
- The novelist at the crossroads, 1971
- 20th century literary criticism: a reader, 1972 (como editor)
- The modes of modern writing: metaphor, metonymy, and the typology of modern literature, 1977
- Working with structuralism, 1981
- Write on: occasional essays, 1986
- Modern criticism and theory: a reader, 1988 (como editor)
- After Bakhtin, 1990
- El arte de la ficción: con ejemplos de textos clásicos y modernos (The Art of Fiction), 1992
- The practice of writing, 1997
- La conciencia y la novela: crítica literaria y creación literaria (Consciousness and the novel), 2003
- The year of Henry James: the story of a novel, 2006
- Lives in writing, 2014